# Скумрос
Скумрос (пол. Skumros) — село в Польщі, у гміні Жарнув Опочинського повіту Лодзинського воєводства.
Населення — 27 осіб (2011).
У 1975—1998 роках село належало до Пйотрковського воєводства.

## Демографія
Демографічна структура станом на 31 березня 2011 року:
|          | Загалом | Допрацездатний вік | Працездатний вік | Постпрацездатний вік |
| -------- | ------- | ------------------ | ---------------- | -------------------- |
| Чоловіки | 13      | 2                  | 10               | 1                    |
| Жінки    | 14      | 1                  | 6                | 7                    |
| Разом    | 27      | 3                  | 16               | 8                    |